# 川茶

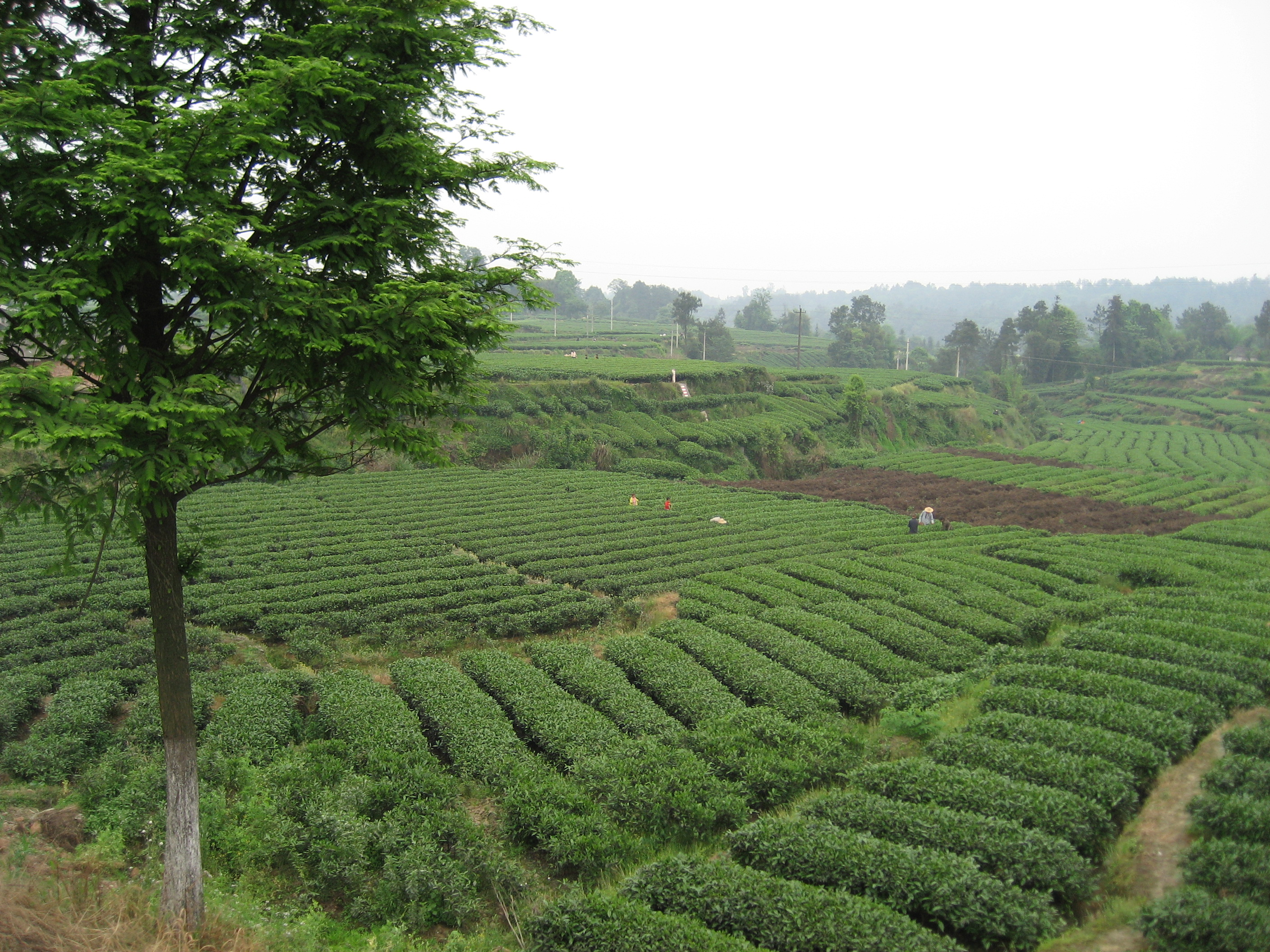
四川蒙顶山茶园

川茶，即中国四川地区出产的茶叶。四川地区是茶树的原产地之一:409，也是世界最早饮茶、种茶的地区之一:409。四川在中国茶文化发展史上占有重要地位，在历史中形成了独具特色的巴蜀茶文化:1。中国文献中最早的关于种植茶叶的记载是西汉时期吴理真在川西蒙顶山种茶的事迹:410。至东晋时期川茶已经成为重要商品，贡茶、名茶不断出现:1。北宋时期四川茶叶产量占据宋朝茶叶产量的一半之多:1。自唐至清，四川也一直是通过茶马古道对外茶马互市的茶叶的主要来源地之一:415。目前四川出产的知名茶叶有蒙山茶（蒙顶甘露、蒙顶黄芽）、峨眉竹叶青、青城雪芽、川红功夫、雅安藏茶、叙府龙芽等。其中蒙山茶自唐至清一直为贡茶，从未间断，在中国历史上非常罕见。

## 历史

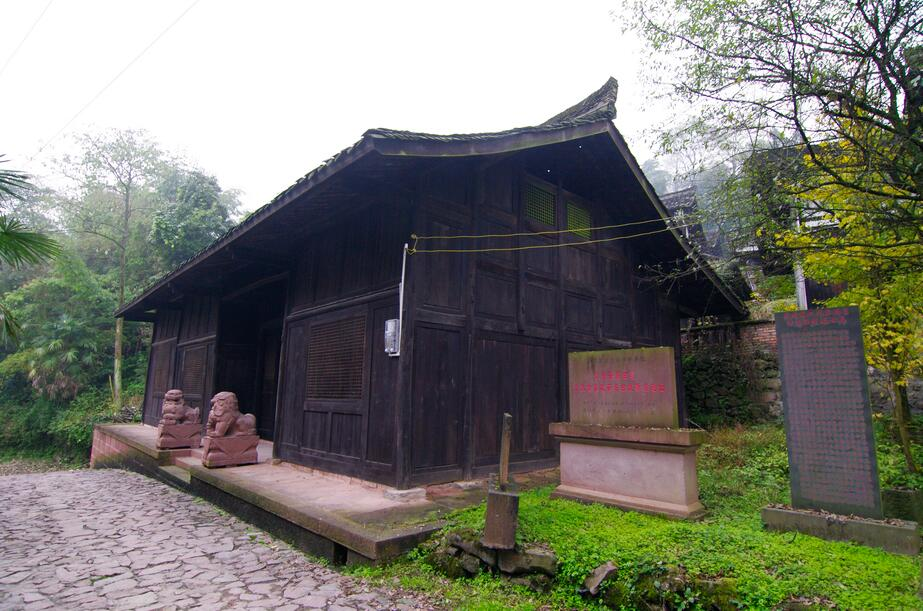
茶马古道甘溪坡驿站遗址

四川地区自然条件适宜茶树生长，是茶树的原产地，也是最早人工种植的地区。西汉王褒《僮约》提及“武阳（今彭山、新津）买茶”。东晋常璩《华阳国志》中记载“什邡县出好茶，南安（今乐山）、武阳皆出名茶”，同时列举了“峨眉之白芽”，“雅州蒙山之五花茶、云茶、雷鸣茶”等当时的蜀中名茶。北宋时期四川茶叶产量占据宋朝茶叶产量的一半之多:1，产有蒙顶茶、峨眉茶、青城山茶、石花茶、雀舌、鹰嘴芽白茶等名茶。南宋之后，中国茶业重心从四川转移至东南。从元至清，四川茶叶产量都未曾超越宋代。
自唐至清，四川一直是茶马互市的茶叶的主要来源地。宋代以川茶交换西北、吐蕃的马匹，并在成都设立茶马司对茶马互市进行管理。宋代四川黎州、雅州、泸州、叙州等地均为茶马互市的交易地点。由于历史上出产大量边茶销往边疆地区，四川形成了与中国其他产茶省区不同的引岸制度，川茶形成了“边茶”（销往边疆）与“腹茶”（销往内地）两大茶类。这一格局一直延续至近现代。

## 现状
四川是茶叶大省，2019年四川茶园面积共计575万亩，川茶综合产值达800余亿元。四川茶叶种植面积、茶叶产量、产业产值均居中国各省区市前三名。但四川存在茶叶企业普遍规模不大、川茶品牌知名度相对不高、附加值低等诸多问题。大量四川产的优质茶叶鲜叶都是以较低价格作为原料销售给四川省外的企业，并未在四川进行精制加工。四川省政府于2020年出台了《川茶产业振兴工作推进方案》，希望通过采取推动四川茶叶精深加工、产业创新等措施来推动川茶发展。四川目前较大规模的茶叶企业有峨眉山竹叶青茶业、四川省茶业集团、蒙顶山茶业、峨眉雪芽茶业、米仓山茶叶集团、文君茶业、巴山雀舌名茶实业、花秋茶业、川红茶业集团、罗村茶业等。

## 川茶品种

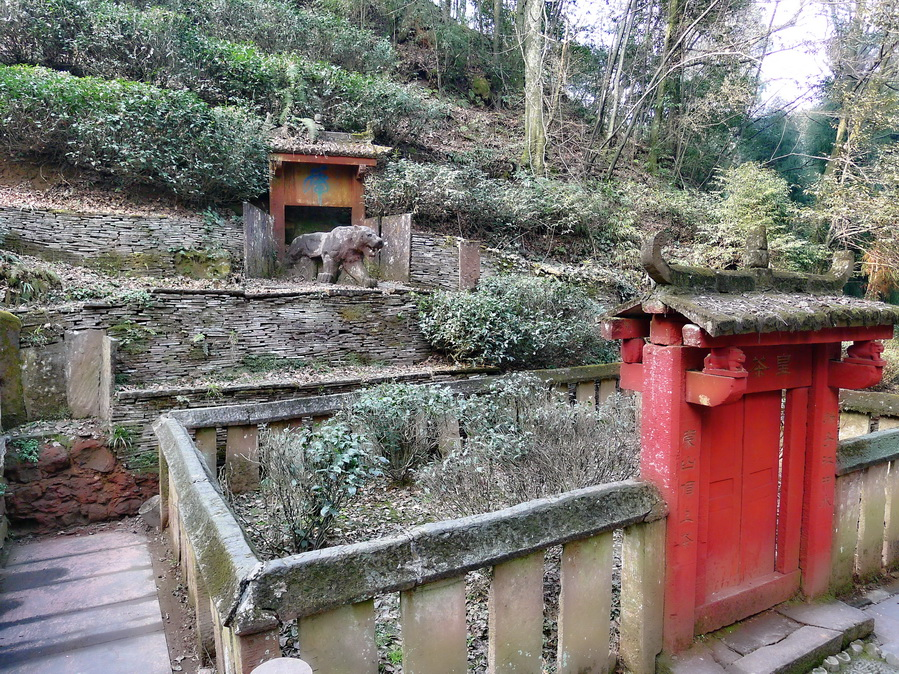
蒙顶山皇茶园，宋代皇室贡茶产地

川茶中较为知名的品种如下，其中带*者入选了2017年由四川省茶叶学会主办的第三届“四川十大名茶”：
- 绿茶

蒙顶甘露*、峨眉竹叶青*、青城雪芽、叙府龙芽*、天府龙芽*、巴山雀舌*、文君绿茶、峨眉毛峰、子竹*、绿昌茗蒲江雀舌、峨眉雪芽*、巴中云顶
- 花茶

三花1951*、龙都香茗*、犍为茉莉茶、碧潭飘雪
- 黑茶

雅安藏茶、文君牌邛崃黑茶*
- 黄茶

蒙顶黄芽
- 红茶

川红功夫
2017年杭州首届中国国际茶叶博览会上，蒙顶山茶入选“中国十大茶叶品牌”，这是继1958年之后由中国农业部组织的第二次十大名茶评选。四川还栽培有一些地方特有的茶树品种，包括崇州枇杷茶、古蔺牛皮茶、筠连早白尖、南江大叶茶等。

## 茶文化

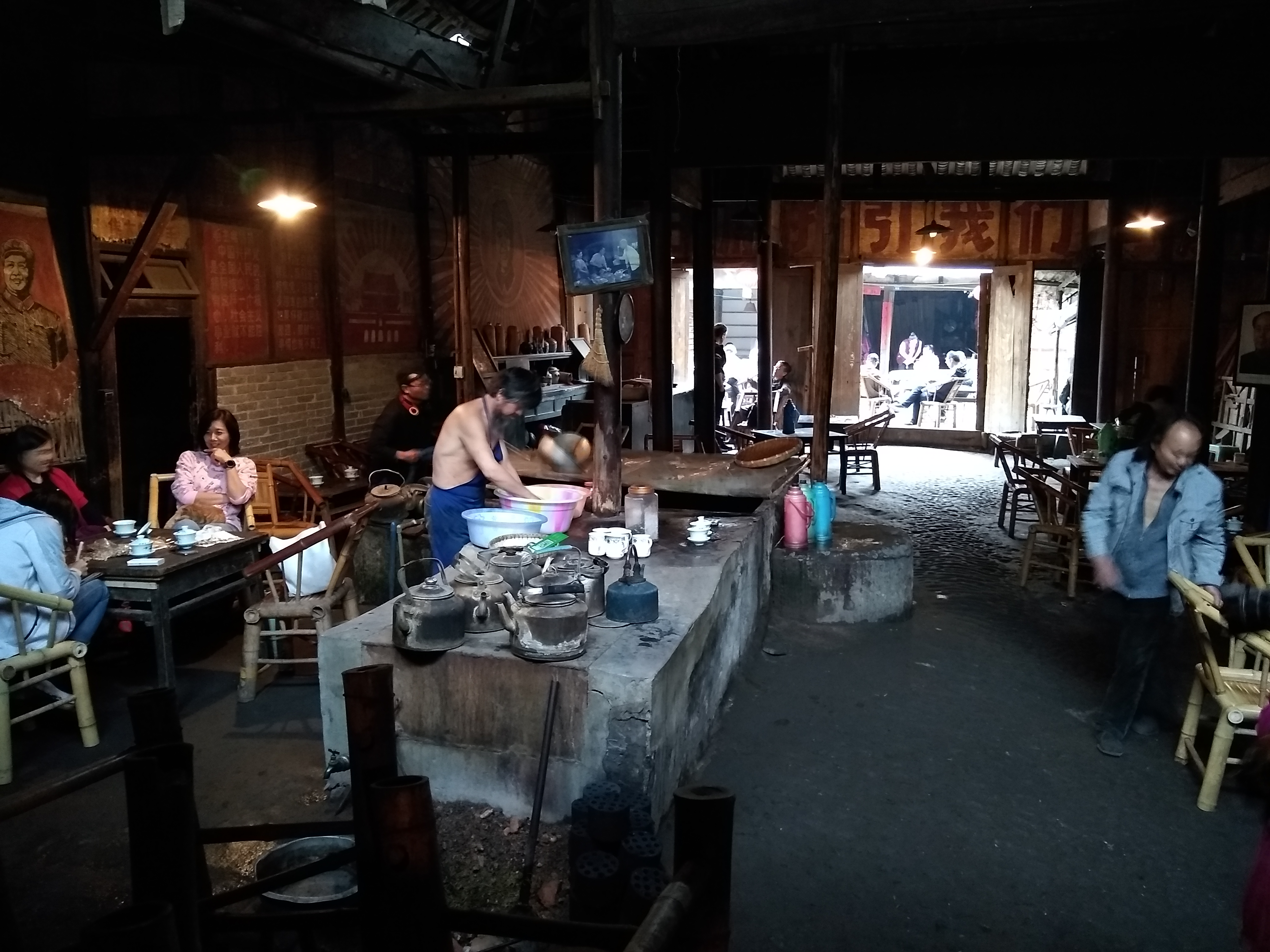
成都双流区的一处传统茶馆

茶馆文化是四川茶文化中的重要组成部分。四川茶馆是传播信息、聚会交易、文化宣传的重要场所。同时四川流行“吃讲茶”的习俗，即民间在茶馆中处理纠纷。传统上四川茶馆中有掏耳朵、剃头、算命、修脚等服务，还是欣赏川剧、四川清音、评书等传统曲艺的场所。民国时期1940年代，成都、重庆两地茶馆数量均超过1000家:3。从茶馆消费习惯来看，川西成都等地畅销茉莉花茶，而川东重庆周边则主销沱茶。
除了茶馆之外，四川还有众多与川茶相关的风景名胜与文物古迹。四川知名的茶山有蒙顶山、峨眉山、青城山、兽目山等；茶泉有蒙顶山古蒙泉（甘露井）、雅安白马泉、峨眉山玉液泉等。蒙顶山上众多与川茶相关的历史遗迹（如皇茶园、甘露灵泉院石牌坊、净居庵石牌坊和天梯古道）以及茶马古道上边茶官库、甘溪坡驿站、公兴茶号旧址等遗迹均被纳入了全国重点文物保护单位。四川还有蒙顶山古建筑群（甘露石室、古蒙泉、天盖寺、永兴寺、智矩寺、千佛寺、蒙山石刻、盘龙石刻、千佛崖摩崖造像、文昌庙等）、白马泉、雅安天增公茶号旧址、万源紫云坪植茗灵园记岩刻等遗迹被列入了四川省文物保护单位。
四川有多处古茶园被列入了各级文物保护单位，列入省级文物保护单位的有名山中峰牛碾坪万亩茶园、双河骑龙场万亩茶园（以名山茶马古道的名义），列入成都市文物保护单位的有邛崃花楸茶树园、崇州崇庆枇杷茶园。